# Vostocine, Sovietskîi
Vostocine (în ucraineană Восточне) este un sat în comuna Illiceve din raionul Sovietskîi, Republica Autonomă Crimeea, Ucraina.

## Demografie
Componența lingvistică a localității Vostocine
     Rusă (51,71%)
     Tătară crimeeană (38%)
     Ucraineană (7,57%)
     Alte limbi (0,43%)
Conform recensământului din 2001, majoritatea populației localității Vostocine era vorbitoare de rusă (51,71%), existând în minoritate și vorbitori de tătară crimeeană (38%) și ucraineană (7,57%).